# تینستا
تینستا (به سوئدی: Tensta) یک منطقهٔ مسکونی در سوئد است که در بخش استکهلم واقع شده‌است. تینستا ۲٫۳۴ کیلومتر مربع مساحت و ۱۷٬۰۸۳ نفر جمعیت دارد.